# Cryphia liguris
Cryphia liguris là một loài bướm đêm trong họ Noctuidae.